# Krezip

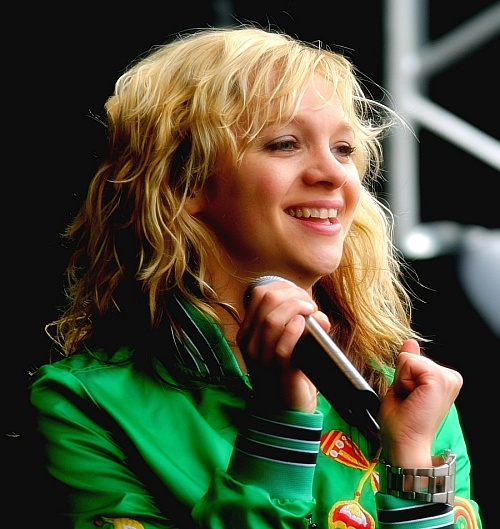
Jacqueline Govaert podczas koncertu w Zwolle

Krezip – holenderski zespół rockowy z miasta Tilburg, powstały w 1997. Ich nazwa to anagram słowa perzik (z holenderskiego „brzoskwinia”). Zespół wykonuje muzykę łączącą pop rock, rock alternatywny, pop punk i dance rock. Jacqueline udzieliła również głosu w piosence „Never say Never” holenderskiego DJ Armina van Buurena.

## Skład
- Jacqueline Govaert – wokalistka,
- Anne Govaert,
- Annelies Kuijsters,
- Joost van Haaren,
- Bram van den Berg,
- JanPeter Hoekstra,

## Dyskografia
Albumy
- Run Around (1999)
- Nothing Less (2000)
- Days Like This (2002)
- That'll Be Unplugged (także na DVD) (2003)
- What Are You Waiting For? (2005)
- Plug It In (2007)

Single
- Won't Cry
- I Would Stay (2000)
- All Unsaid
- Everything and More
- You Can Say
- Promise
- Mine
- Out of My Bed (2005)
- Don't Crush Me (2005)
- I Apologize (2005)
- Plug It In & Turn Me On (2007)
- Play This Game With Me
- All My Life
- Everybody's Gotta Learn Sometime